# Dziesiątka (karta)

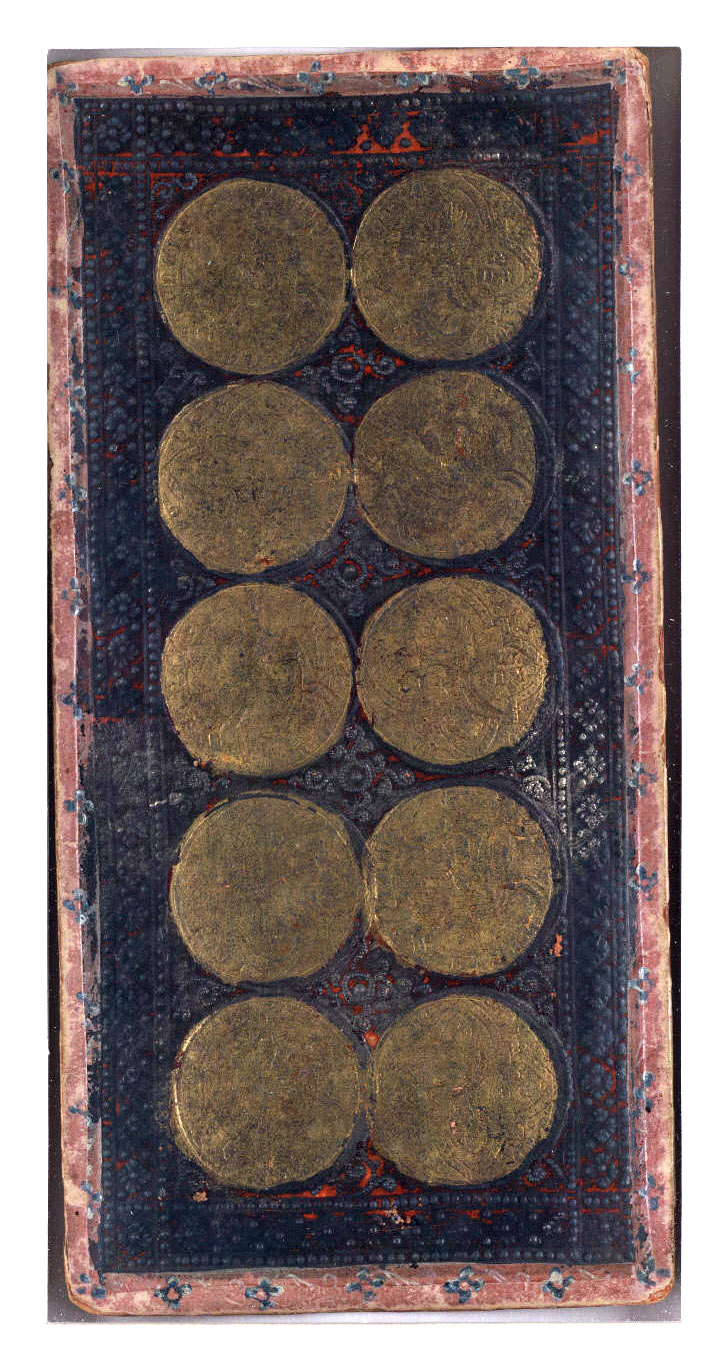
Dziesiątka monet

Dziesiątka – karta do gry usytuowana w tradycyjnej hierarchii starszeństwa między dziewiątką a waletem jako 10 karta. W niektórych grach np. w tysiącu dziesiątka jest drugą najstarszą kartą po asie i jest starsza od króla. 
W brydżu dziesiątki są najmłodszymi z honorów (pozostałe honory stanowią figury: asy, króle, damy i walety). 
52-kartowa talia kart do gry zawiera 4 dziesiątki, po jednej w każdym kolorze (trefl, karo, kier i pik). Karta oznaczona jest liczbą 10 w narożnikach oraz zawiera 10 "oczek" w kształcie karcianych symboli.
W kartach typu niemieckiego dziesiątka jest również nazywana kralką. Zwykle oznacza się ją dziesięcioma symbolami karcianymi (serca i dzwonki jako 10 niepołączonych "oczek" w zależności 3-4-3, wina i żołędzie jako 10 "oczek" występujących jako części rośliny obustronnie posiadającej 5 gałęzi) i położoną nad nimi literą X – rzymską liczbą 10.
W kartach typu szwajcarskiego dziesiątka nosi nazwę Banner i jest przedstawiana jako flaga z pojedynczym symbolem koloru.

## Wygląd kart
Wzór międzynarodowy i inne wzory o kolorach francuskich

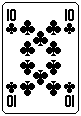
Dziesiątka trefl
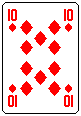
Dziesiątka karo
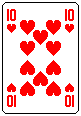
Dziesiątka kier
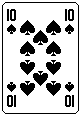
Dziesiątka pik

Talia Minchiate i inne wzory o kolorach północnowłoskich

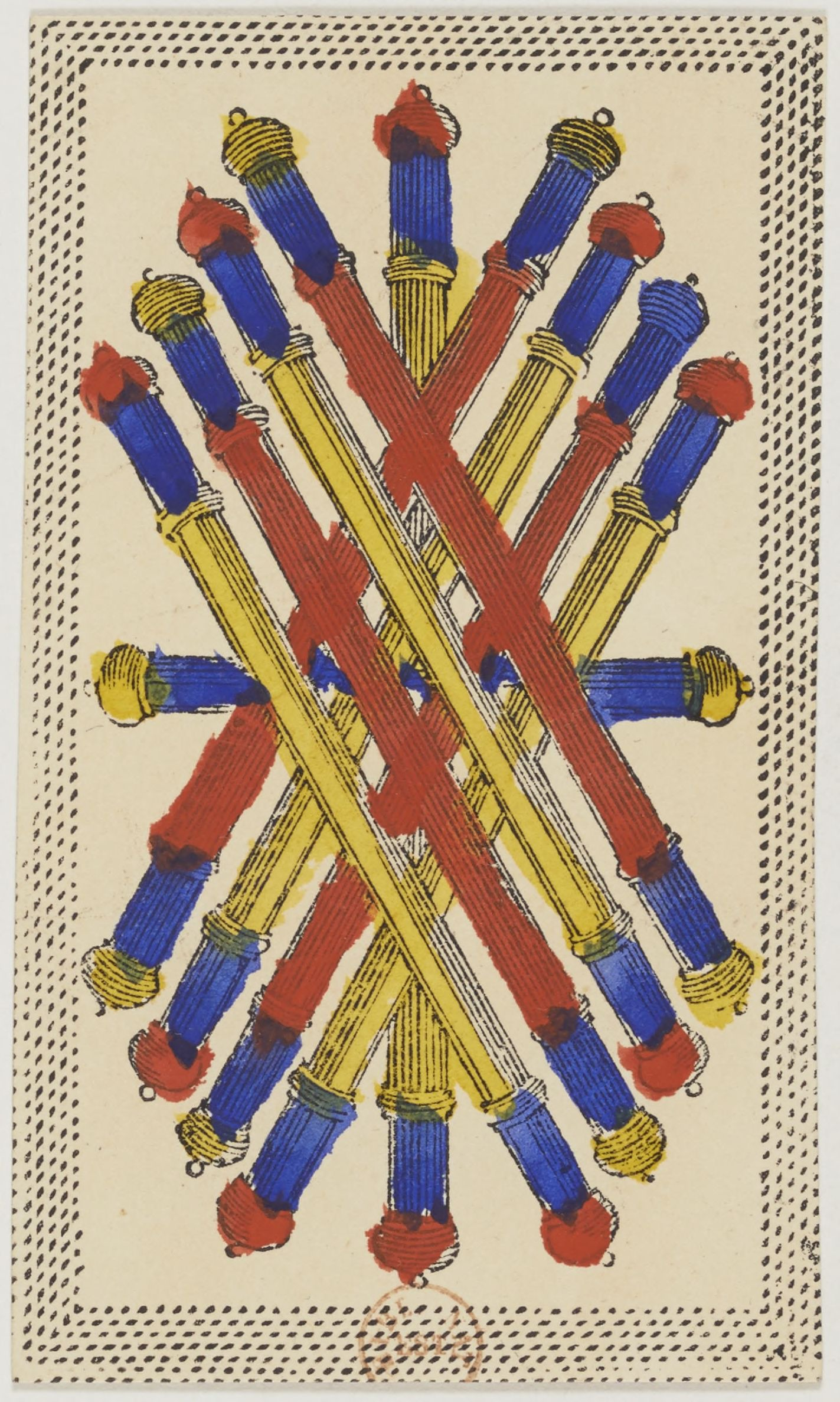
Dziesięć pałek
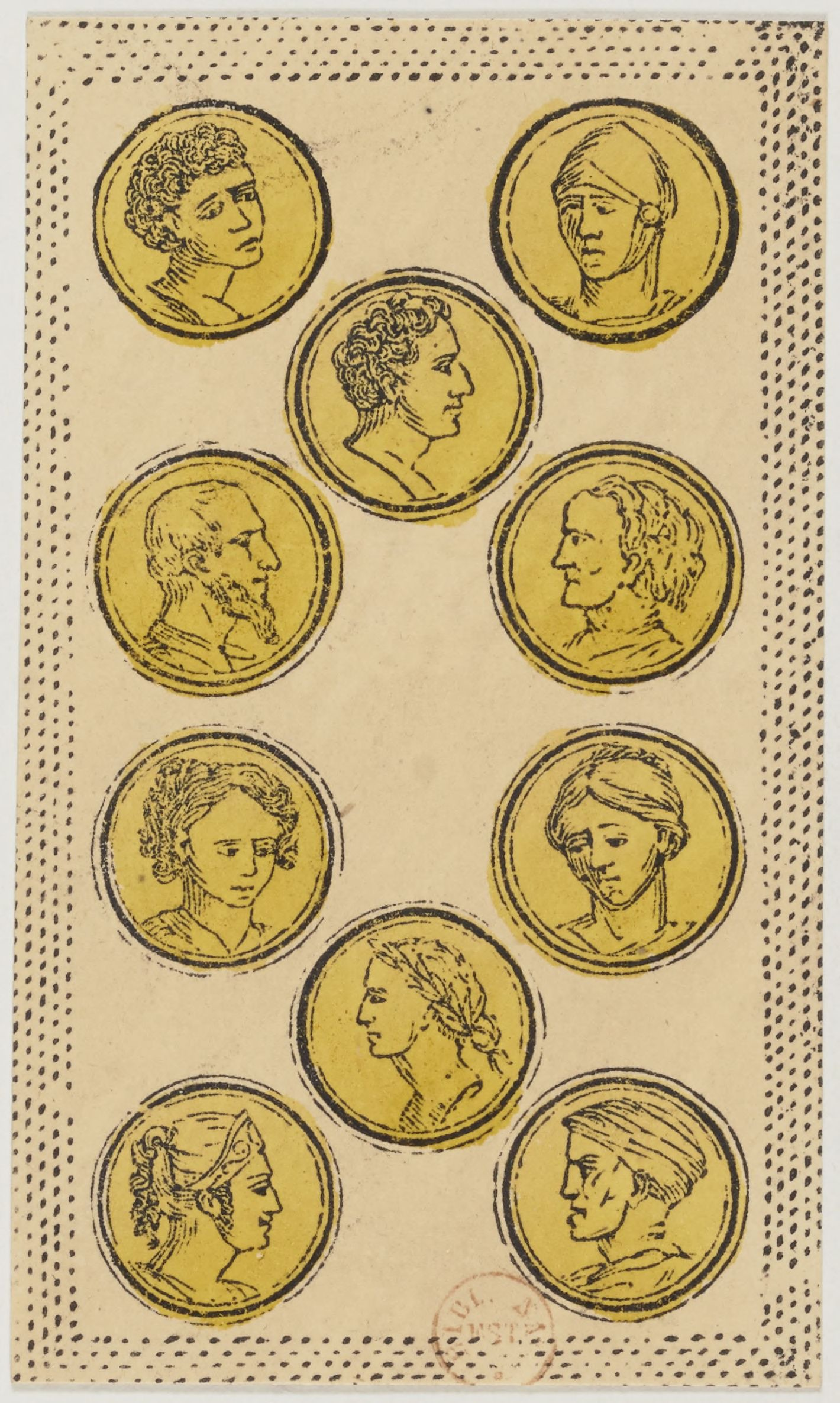
Dziesięć monet
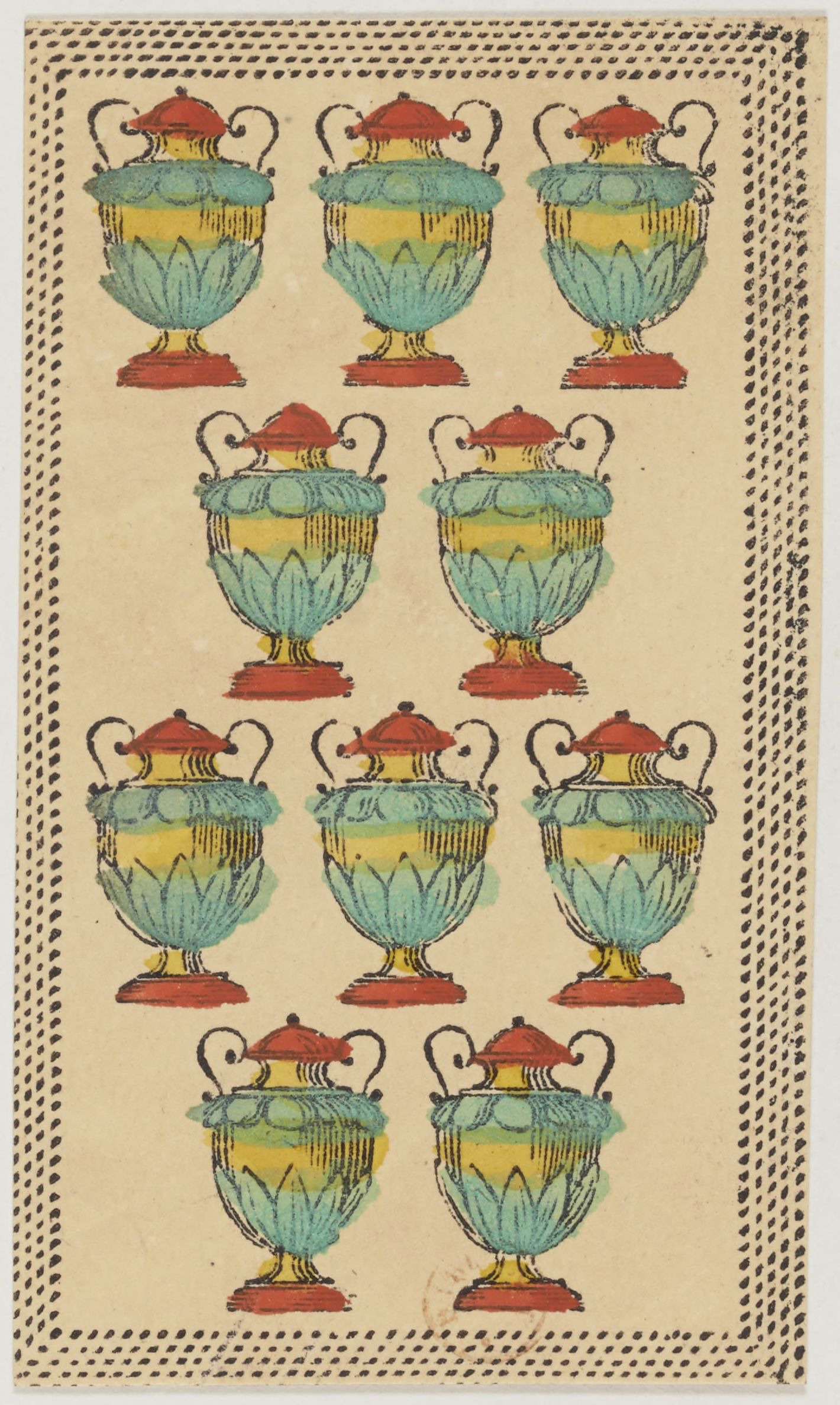
Dziesięć puszek
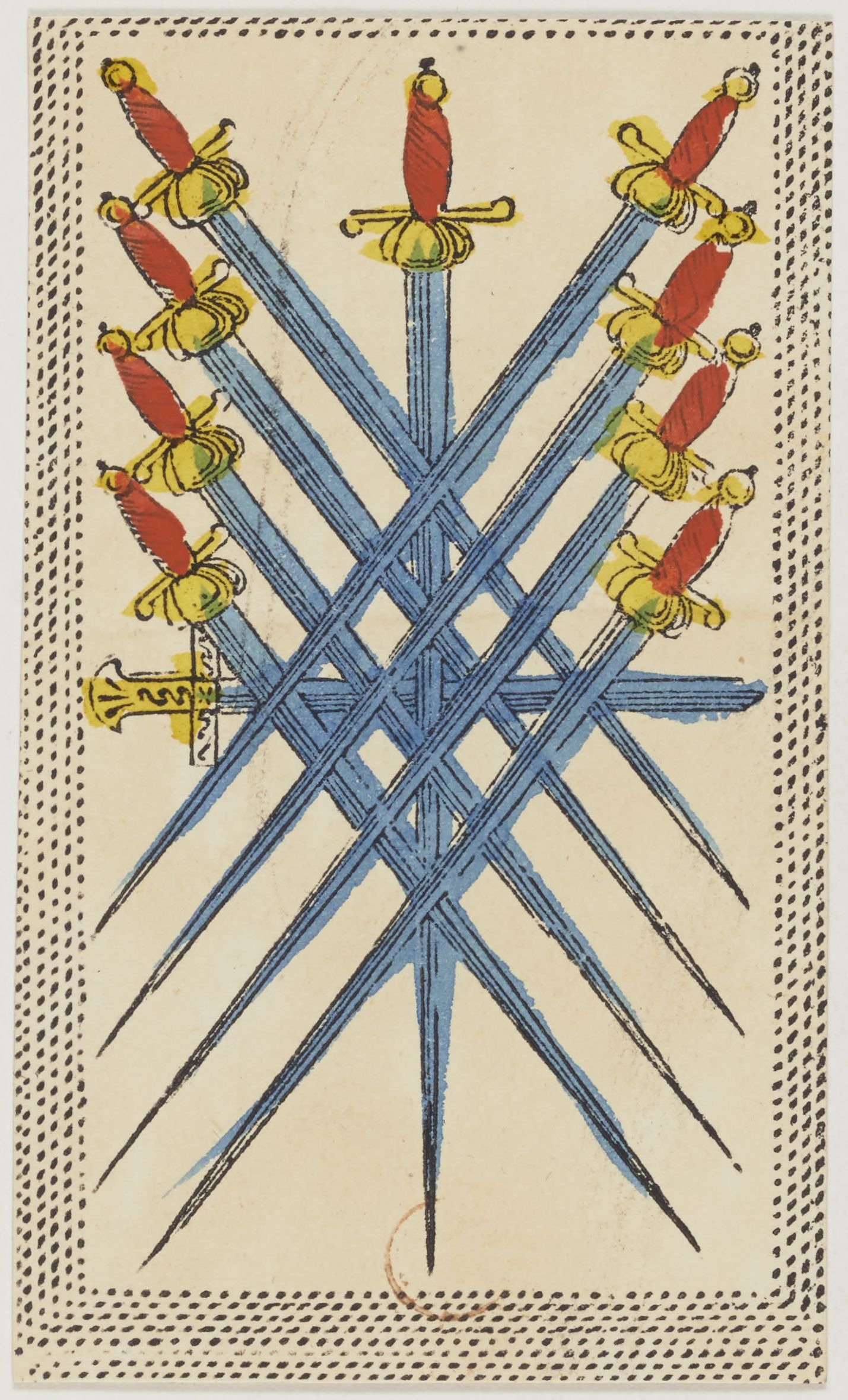
Dziesięć mieczy

Wzór wirtemberski i inne wzory o kolorach południowoniemieckich

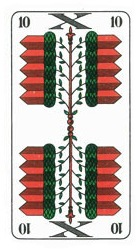
Kralka żołędna
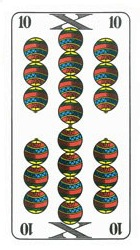
Kralka dzwonkowa
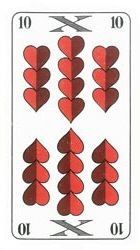
Kralka czerwienna
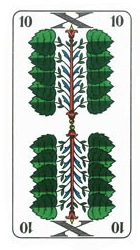
Kralka winna

Wzór saksoński i inne wzory o kolorach północnoniemieckich

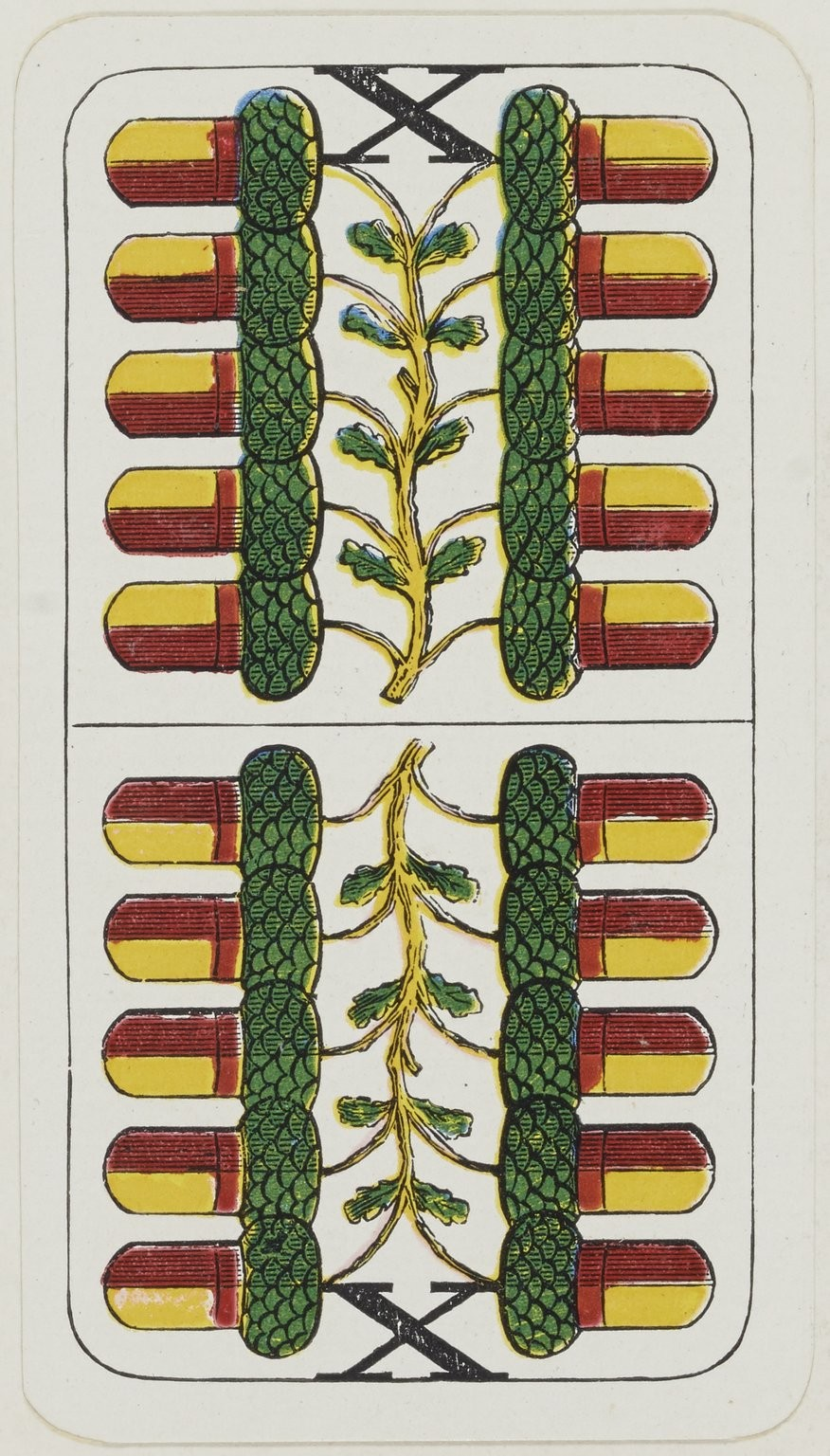
Kralka żołędna
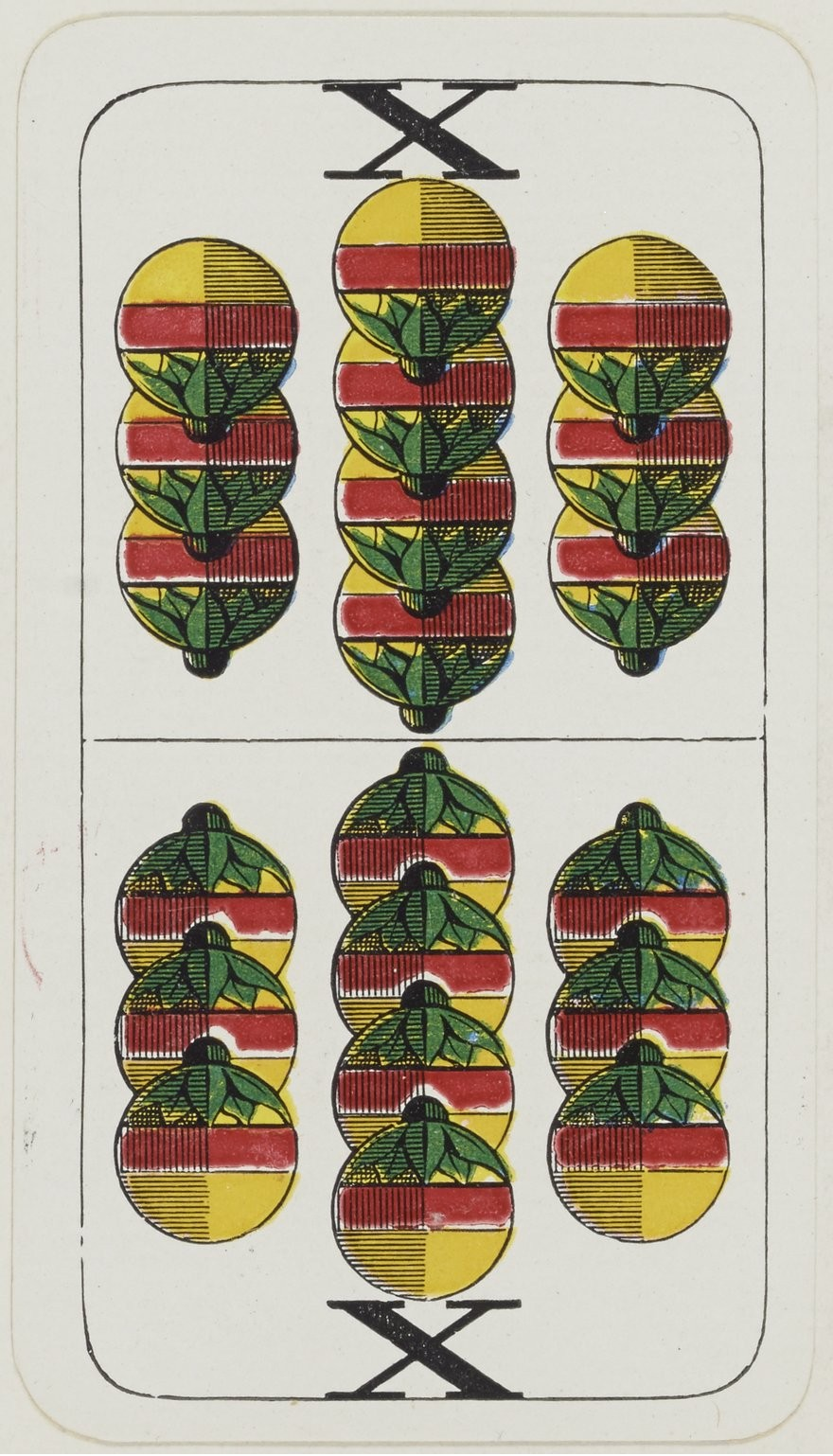
Kralka dzwonkowa
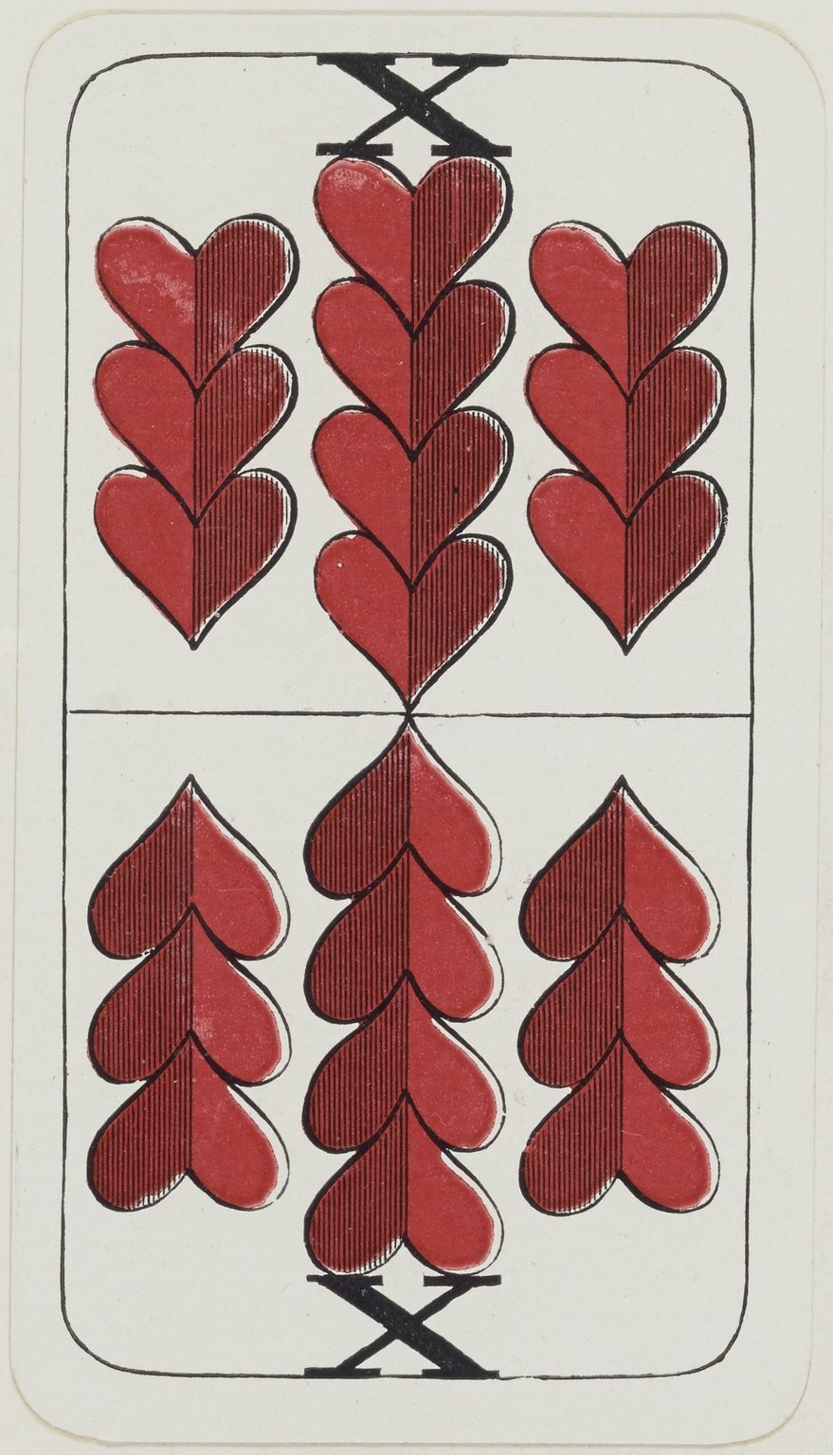
Kralka czerwienna
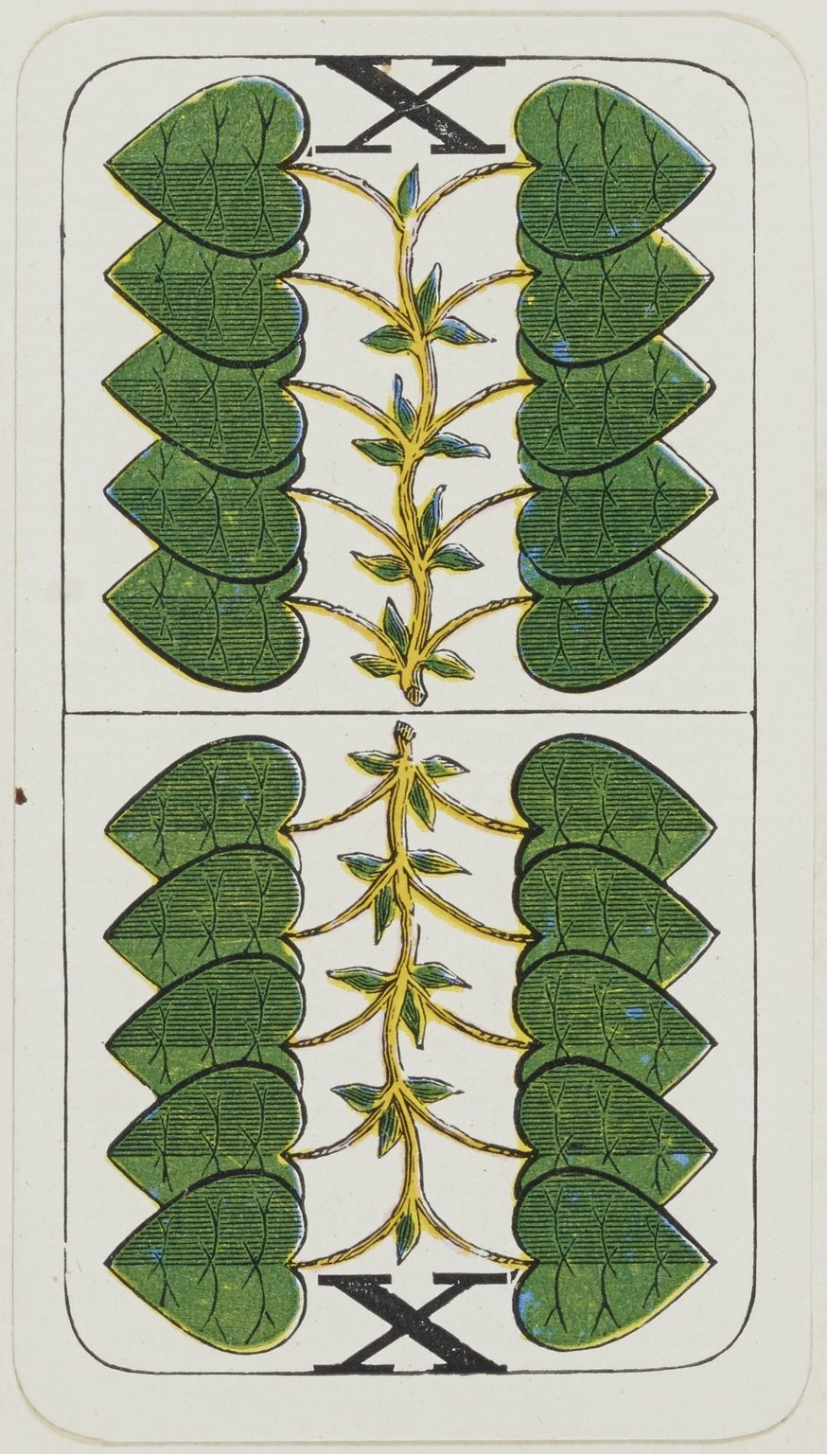
Kralka winna

Wzór szwajcarski

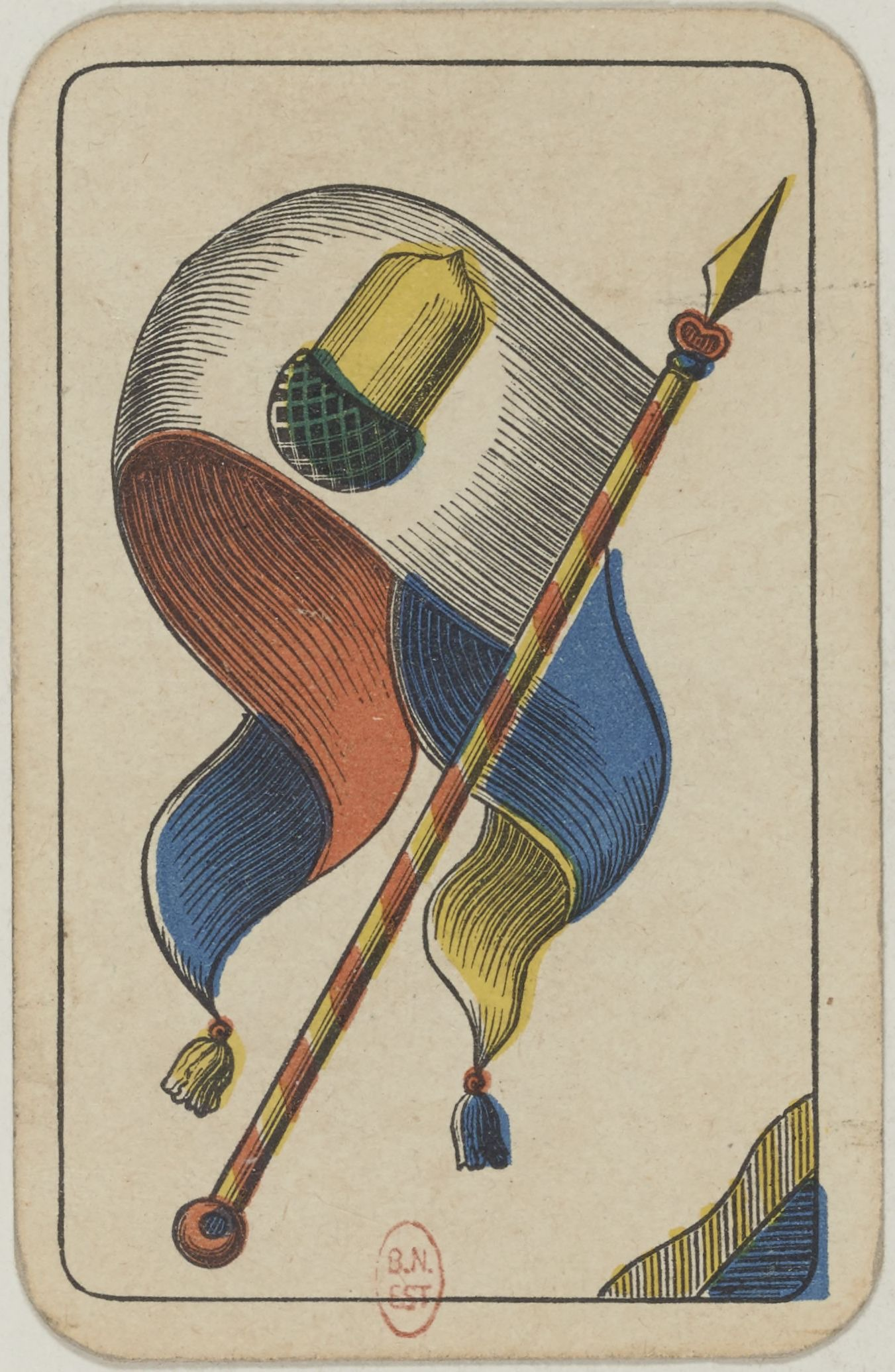
Chorągiew żołędna
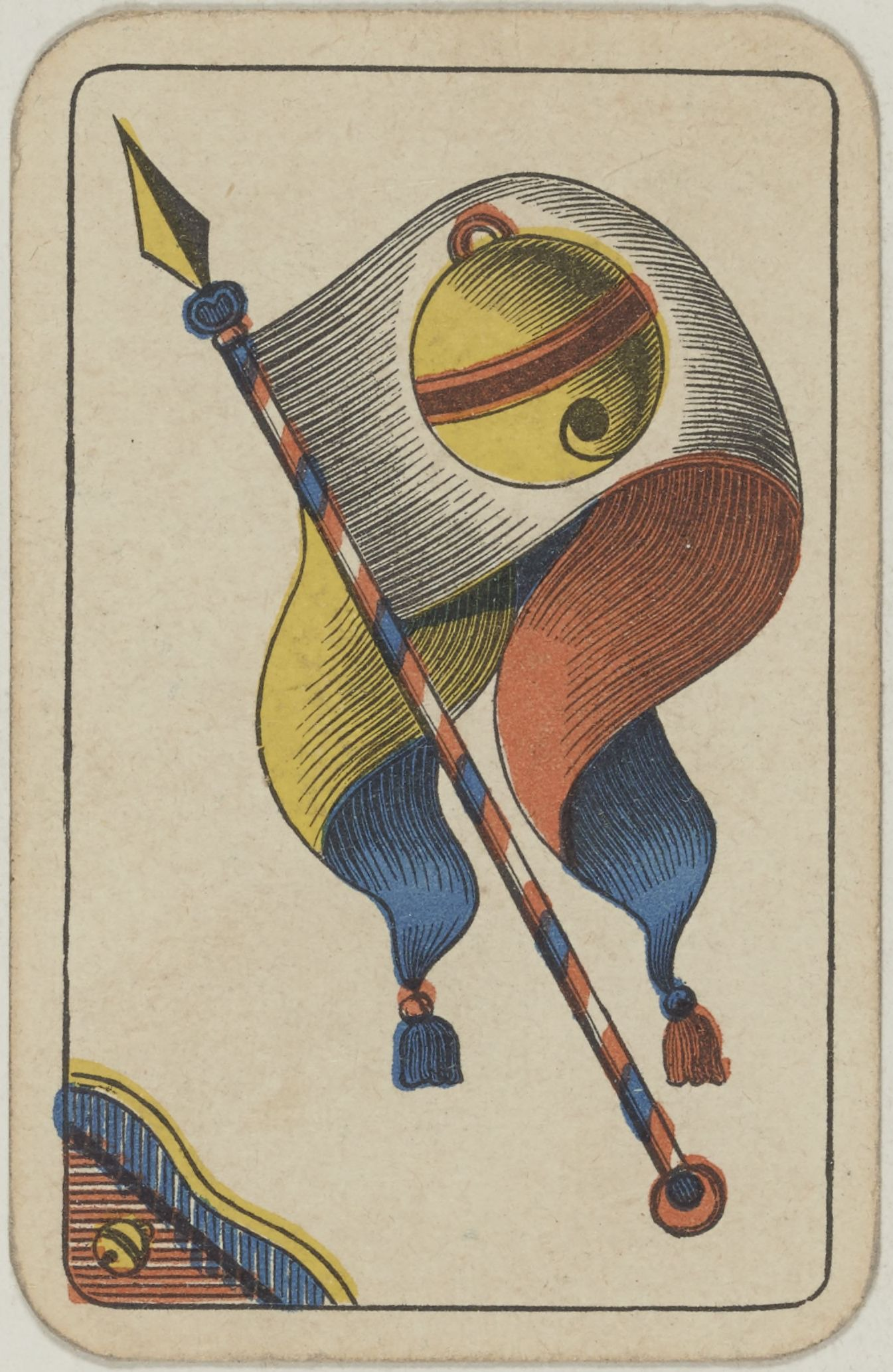
Chorągiew dzwonkowa
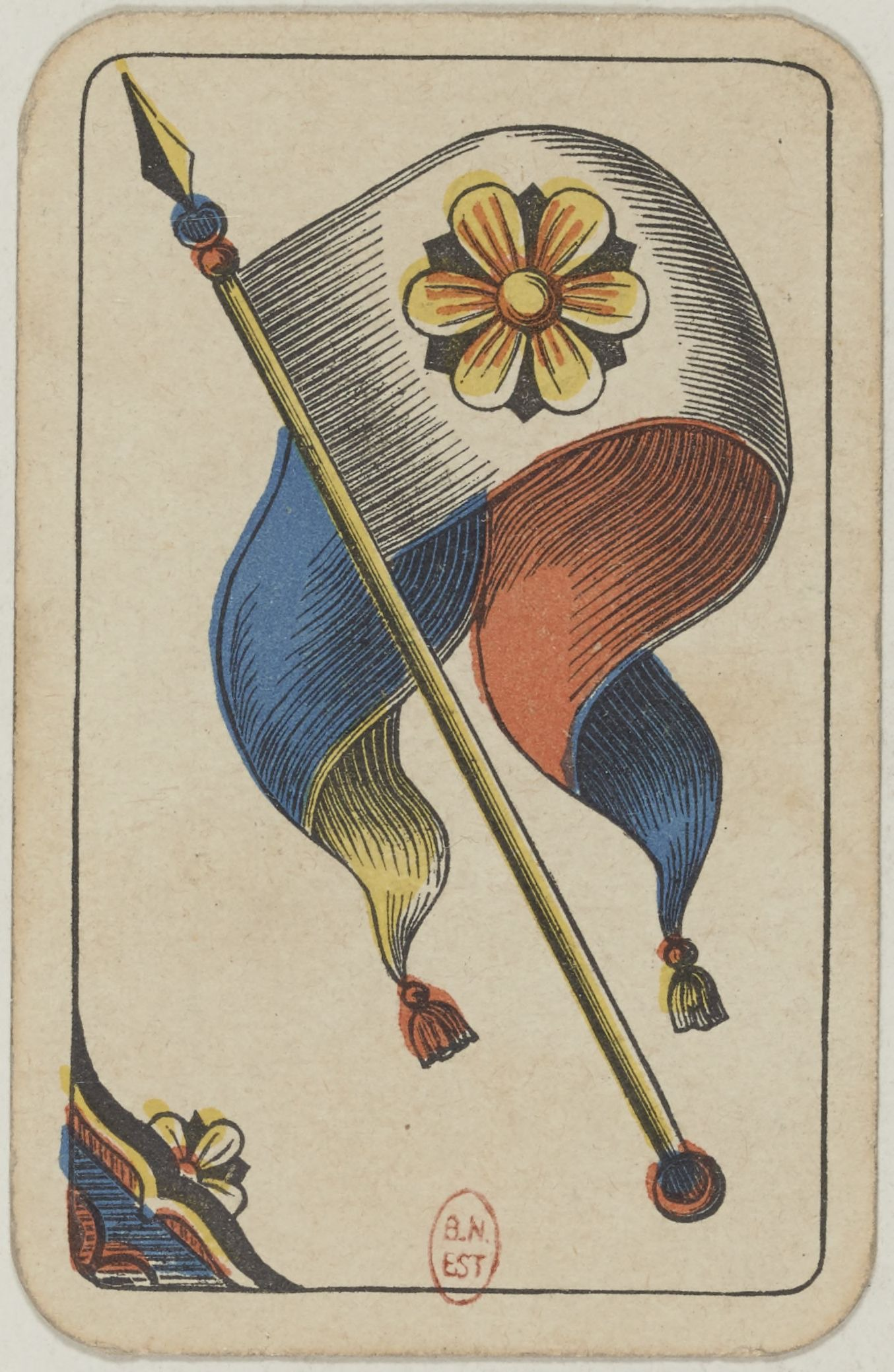
Chorągiew różana
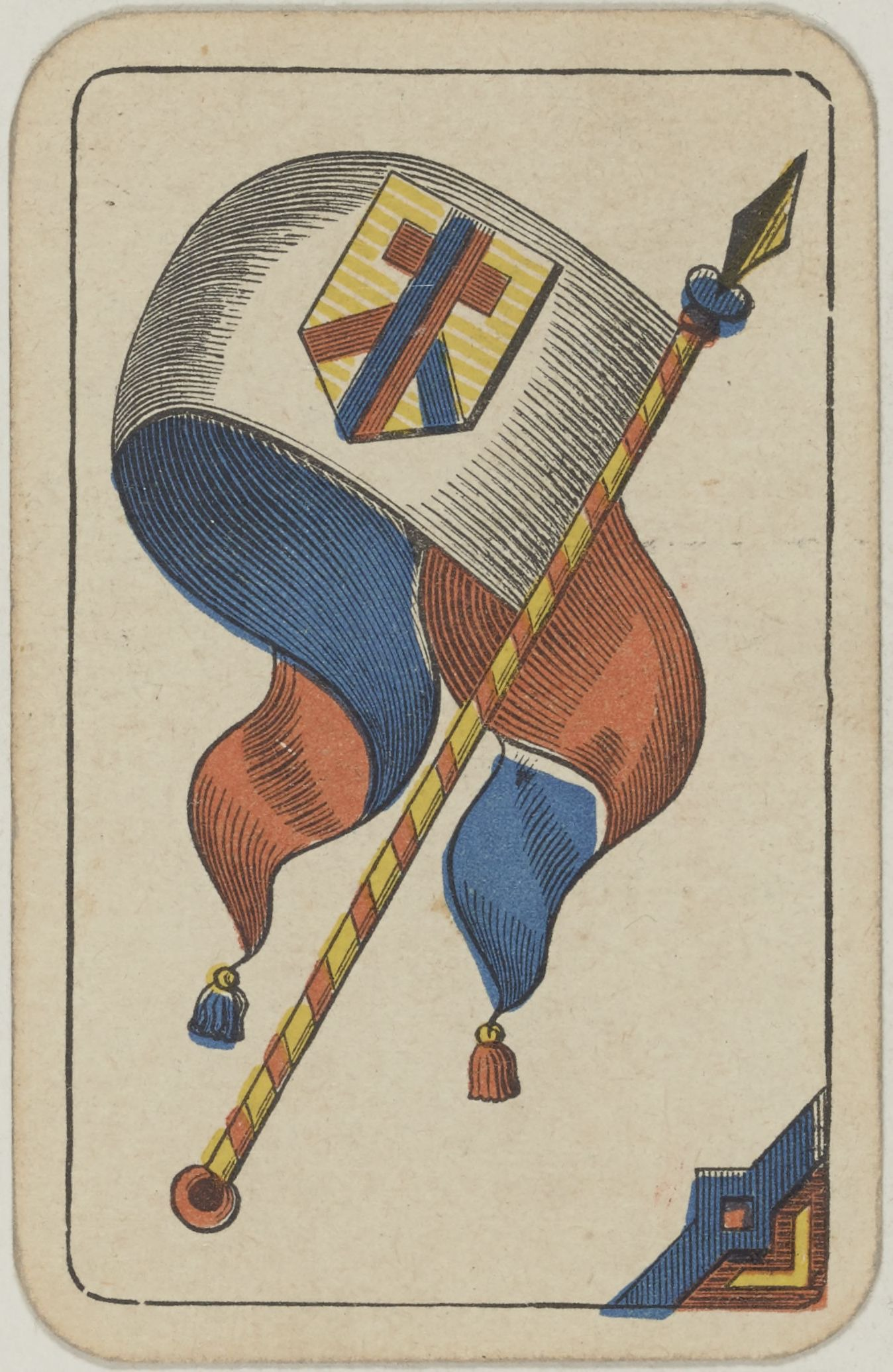
Chorągiew tarczy